# Nos années sauvages
Pour plus de détails, voir Fiche technique et Distribution.
Nos années sauvages (chinois simplifié : 阿飞正传 ; chinois traditionnel : 阿飛正傳 ; pinyin : Āfēi Zhèngzhuàn ; Wade : aa³ fei¹ zing³ zyun⁶, littéralement « Histoire vraie d'un voyou ») est un film hongkongais écrit et réalisé par Wong Kar-wai, sorti en 1990.

## Synopsis
Dans les années 1960 à Hong Kong, Yuddy (Leslie Cheung), élevé à la diable par sa mère adoptive, indolent et charmeur, se laisse bercer par la vie, passant de bras en bras, seulement alarmé quand on lui propose le mariage. Narcissique, obsédé par le besoin qu'il éprouve de découvrir ses origines, Yuddy quitte amis, maîtresses et mère pour partir aux Philippines, à la recherche de son passé.

## Fiche technique
Sauf indication contraire, les informations mentionnées dans cette section peuvent être confirmées par la base de données cinématographiques IMDb,  présente dans la section « Liens externes ».
- Titre original : 阿飛正傳
- Titre international : Days of Being Wild
- Titre français : Nos années sauvages
- Réalisation et scénario : Wong Kar-wai
- Musique : Xavier Cugat
- Décors : William Chang
- Photographie : Christopher Doyle
- Montage : Kai Kit-wai et Patrick Tam
- Mixage son : Florian Risoud
- Production : Alan Tang
- Société de production : In-Gear Film
- Société de distribution : Rim
- Pays d'origine :  Hong Kong
- Langues originales : cantonais, tagalog, tamoul, anglais, shanghaïen, filipino
- Format : couleur - 1,85:1 - Dolby - 35 mm
- Genre : Drame
- Durée : 94 minutes
- Dates de sortie :
  - Hong Kong 15 décembre 1990
  - France 6 mars 1996

## Distribution
- Leslie Cheung : Yuddy
- Maggie Cheung : Su Lizhen
- Andy Lau : Tide
- Carina Lau : Leung Fung-Ying
- Rebecca Pan : Rebecca
- Jacky Cheung : Zeb
- Danilo Antunes : L'homme amoureux de Rebecca
- Tita Muñoz : La mère de Yuddy
- Tony Leung Chiu-wai : Smirk (Chow Mo-wan?)
- Maritoni Fernandez

## Autour du film
- L'histoire devait s'étaler au départ sur deux films. Mais à la suite de l'échec commercial de Nos années sauvages, la seconde partie ne fut jamais tournée. C'est finalement In the Mood for Love qui se rapproche le plus de la vision qu'avait le réalisateur de cette seconde partie.
- The Days of Being Dumb (1992) est une parodie de Nos années sauvages.

## Distinctions

### Récompenses
- Hong Kong Film Awards 1991 :
  - Meilleur film
  - Meilleur acteur (Leslie Cheung)
  - Meilleur réalisateur
  - Meilleure photographie (Christopher Doyle
  - Meilleure direction artistique
- Festival des 3 Continents 1991 : Prix d'interprétation féminine pour Carina Lau
- Golden Bauhinia Awards 1997 : Meilleur film hong-kongais des dix dernières années

### Nominations
- Hong Kong Film Awards 1991 :
  - Meilleure actrice (Carina Lau)
  - Meilleur second rôle féminin (Rebecca Pan)
  - Meilleur scénario
  - Meilleur montage (Patrick Tam)

### Internet
- Critique Sancho does Asia
- Critiques Cinemasie
- Critiques Hk Mania